# Ziersdorf
Ziersdorf là một thị trấn ở huyện Hollabrunn trong bang Niederösterreich, ở nước Áo. Đô thị này có diện tích 48,72 km², dân số năm 2001 là 3330 người.